# 磷酸二氫銣
磷酸二氫銣是一種無機化合物，屬於磷酸二氢鹽，化學式為RbH2PO4，是銣的磷酸酸式盐之一。

## 制備
磷酸二氫銣可由碳酸铷和磷酸按Rb:PO4摩尔比1:1反应得到：
Rb2CO3 + 2 H3PO4 → 2 RbH2PO4 + CO2↑ + H2O
加入甲醇后，产物析出，过滤并于80 °C干燥。

## 性质
磷酸二氫銣在238 °C开始分解：
RbH2PO4 → RbPO3 + H2O